# Chasm: The Rift
Pour les articles homonymes, voir Chasm (homonymie).
Chasm: The Rift (ou Chasm: The Shadow Zone) est un jeu vidéo de tir à la première personne développé par Action Forms (en) et sorti en 1997 sur DOS.

## Accueil
- GameSpot : 6,1/10[1]